# Paracas
Paracas (del quechua: para, lluvia y aqu, arena; 'lluvia de arena') es una ciudad portuaria peruana, capital del distrito homónimo ubicado en la provincia de Pisco en el departamento de Ica.
Paracas, abarca una superficie de 335,000 hectáreas, de las cuales 117,406 son de tierra firme y 217,594 de aguas marinas. Los visitantes de Paracas, gustan de observar los diferentes ecosistemas, los restos arqueológicos de la cultura Paracas, el lugar donde desembarcó San Martín y la gran diversidad de fauna marina existente en la zona.
Se encuentra en la costa este de la bahía de Paracas, al norte de la península del mismo nombre. Se ubica a 22 km al sur de Pisco, a 75 km de Ica y a 261 km de Lima. Su clima tiene una temperatura promedio anual de 22 °C y es mayormente soleado. Es un territorio muy ventoso cuyas fortísimas corrientes de aire portadoras de arena, conocidos como paracas, tienen una velocidad media de 25 km/h y con máximas de 60 km/h.
El 7 de septiembre de 1820, en esta ciudad se produjo el desembarco de los seis navíos del Ejército Libertador al mando del general José de San Martín como parte de la Expedición Libertadora del Perú (véase: Desembarco de San Martín)
Las principales atracciones de este balneario son su clima agradable, su playa, sus residencias al borde del mar, el club náutico, el hotel y sus restaurantes de típica gastronomía local y marina a base de pescados y mariscos.
Desde su puerto de pesca, se inician las excursiones para visitar las islas Ballestas e islas Chincha. Asimismo, dentro de sus límites se encuentra la Reserva nacional de Paracas.
Paracas se ha convertido, en una de las zonas turísticas más atractivas de toda la costa peruana. Esto se debe a su gran diversidad de fauna y flora conservadas en la Reserva Nacional de Paracas, convirtiendo al área en la única protegida de todo el país. Se pueden observar animales como delfines, pingüinos de Humboldt, lobos marinos o parihuanas, entre otros, gracias a las distintas excursiones que se ofrecen al turismo. El 8 de marzo de 1951 se creó el distrito de Paracas y desde ese momento Paracas se convierte en capital distrital de Paracas por la ley 11597. 

## Clima
| Parámetros climáticos promedio de Paracas | Parámetros climáticos promedio de Paracas | Parámetros climáticos promedio de Paracas | Parámetros climáticos promedio de Paracas | Parámetros climáticos promedio de Paracas | Parámetros climáticos promedio de Paracas | Parámetros climáticos promedio de Paracas | Parámetros climáticos promedio de Paracas | Parámetros climáticos promedio de Paracas | Parámetros climáticos promedio de Paracas | Parámetros climáticos promedio de Paracas | Parámetros climáticos promedio de Paracas | Parámetros climáticos promedio de Paracas | Parámetros climáticos promedio de Paracas |
| Mes                                       | Ene.                                      | Feb.                                      | Mar.                                      | Abr.                                      | May.                                      | Jun.                                      | Jul.                                      | Ago.                                      | Sep.                                      | Oct.                                      | Nov.                                      | Dic.                                      | Anual                                     |
| ----------------------------------------- | ----------------------------------------- | ----------------------------------------- | ----------------------------------------- | ----------------------------------------- | ----------------------------------------- | ----------------------------------------- | ----------------------------------------- | ----------------------------------------- | ----------------------------------------- | ----------------------------------------- | ----------------------------------------- | ----------------------------------------- | ----------------------------------------- |
| Temp. máx. media (°C)                     | 26.4                                      | 27.4                                      | 27.2                                      | 25.7                                      | 23.4                                      | 21.7                                      | 21.2                                      | 21.1                                      | 21.6                                      | 22.4                                      | 23.4                                      | 25                                        | 23.9                                      |
| Temp. media (°C)                          | 23                                        | 24.1                                      | 23.8                                      | 22.1                                      | 19.7                                      | 17.9                                      | 17.1                                      | 16.9                                      | 16.4                                      | 18.2                                      | 19.4                                      | 21.3                                      | 20                                        |
| Temp. mín. media (°C)                     | 20.3                                      | 21.6                                      | 21.2                                      | 19.3                                      | 16.8                                      | 15                                        | 14.1                                      | 13.7                                      | 14                                        | 14.8                                      | 16.2                                      | 18.3                                      | 17.1                                      |
| Días de lluvias (≥ 1 mm)                  | 1                                         | 1                                         | 1                                         | 0                                         | 0                                         | 0                                         | 0                                         | 0                                         | 0                                         | 0                                         | 0                                         | 0                                         | 3                                         |
| Fuente: climate-data.org                  |                                           |                                           |                                           |                                           |                                           |                                           |                                           |                                           |                                           |                                           |                                           |                                           |                                           |

## Galería

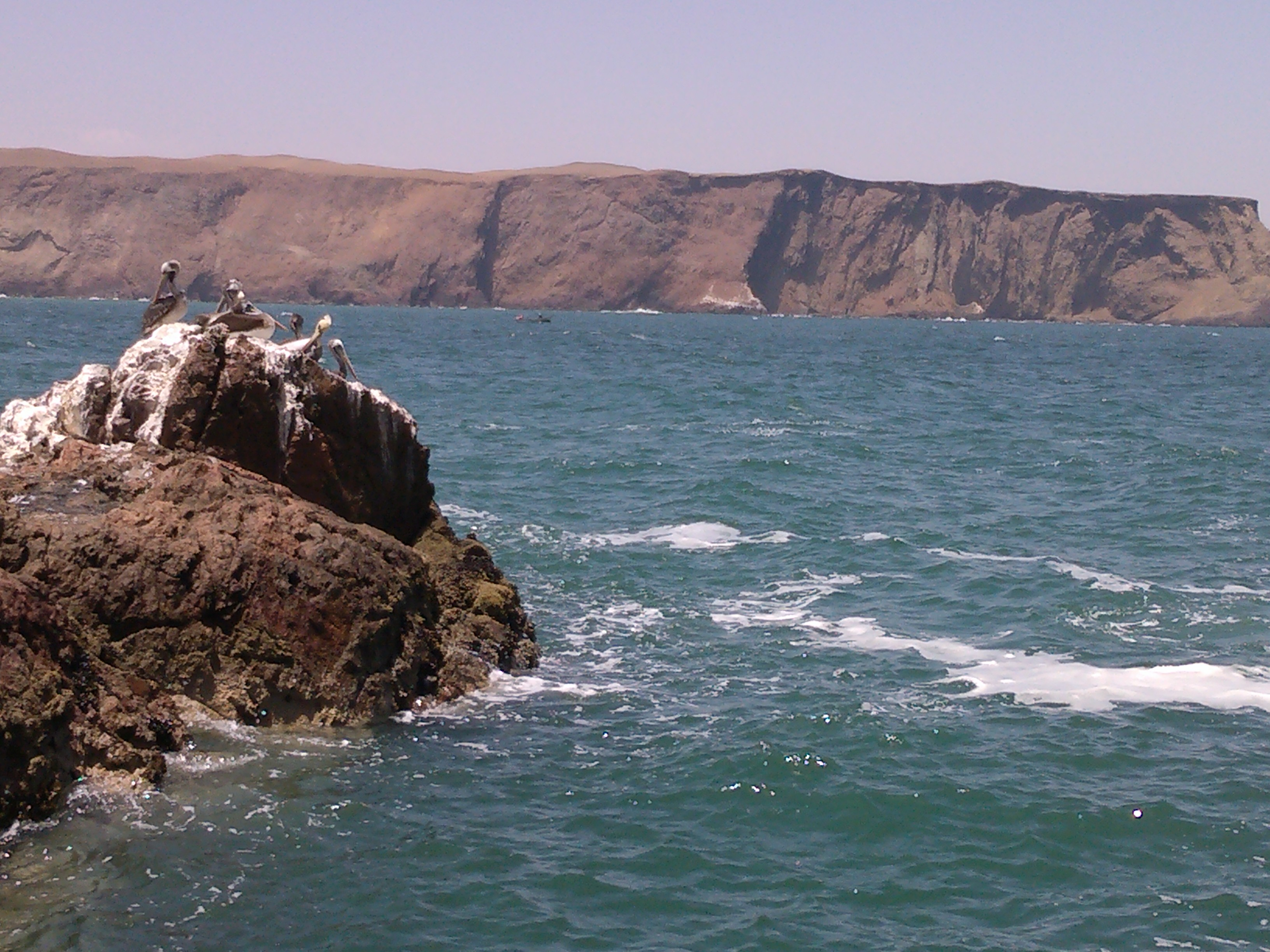
Vista de la bahía de Paracas desde la reserva nacional de Paracas.
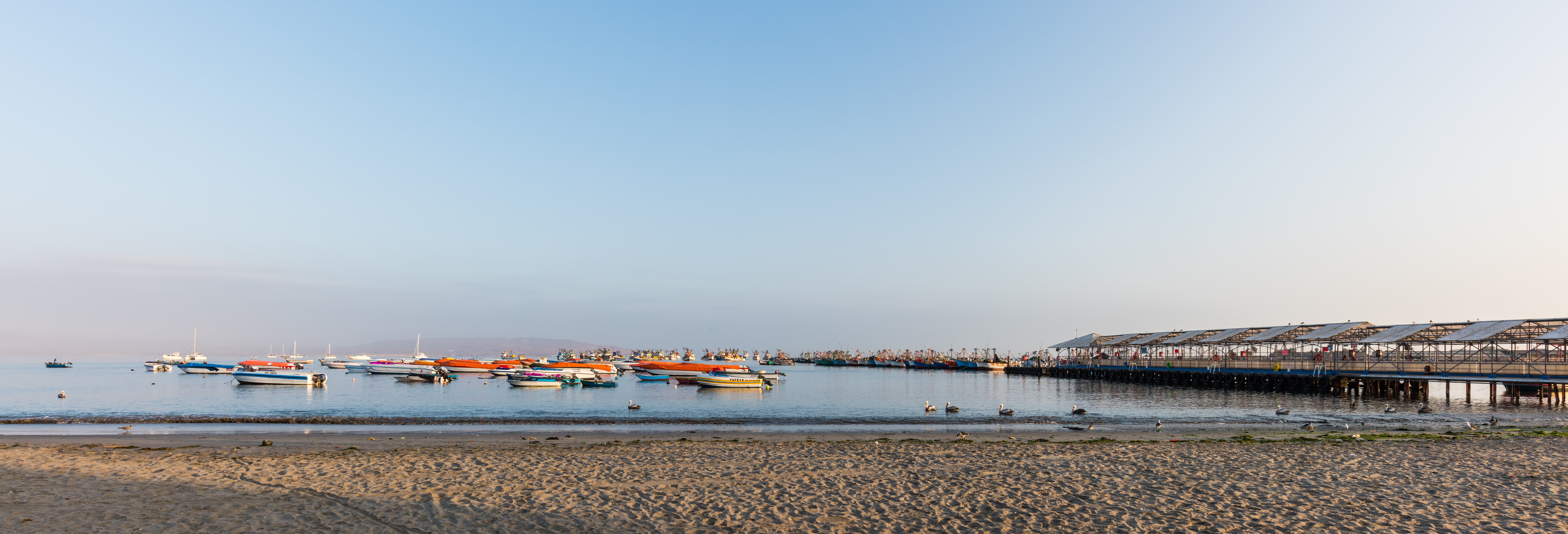
Puerto de Paracas.
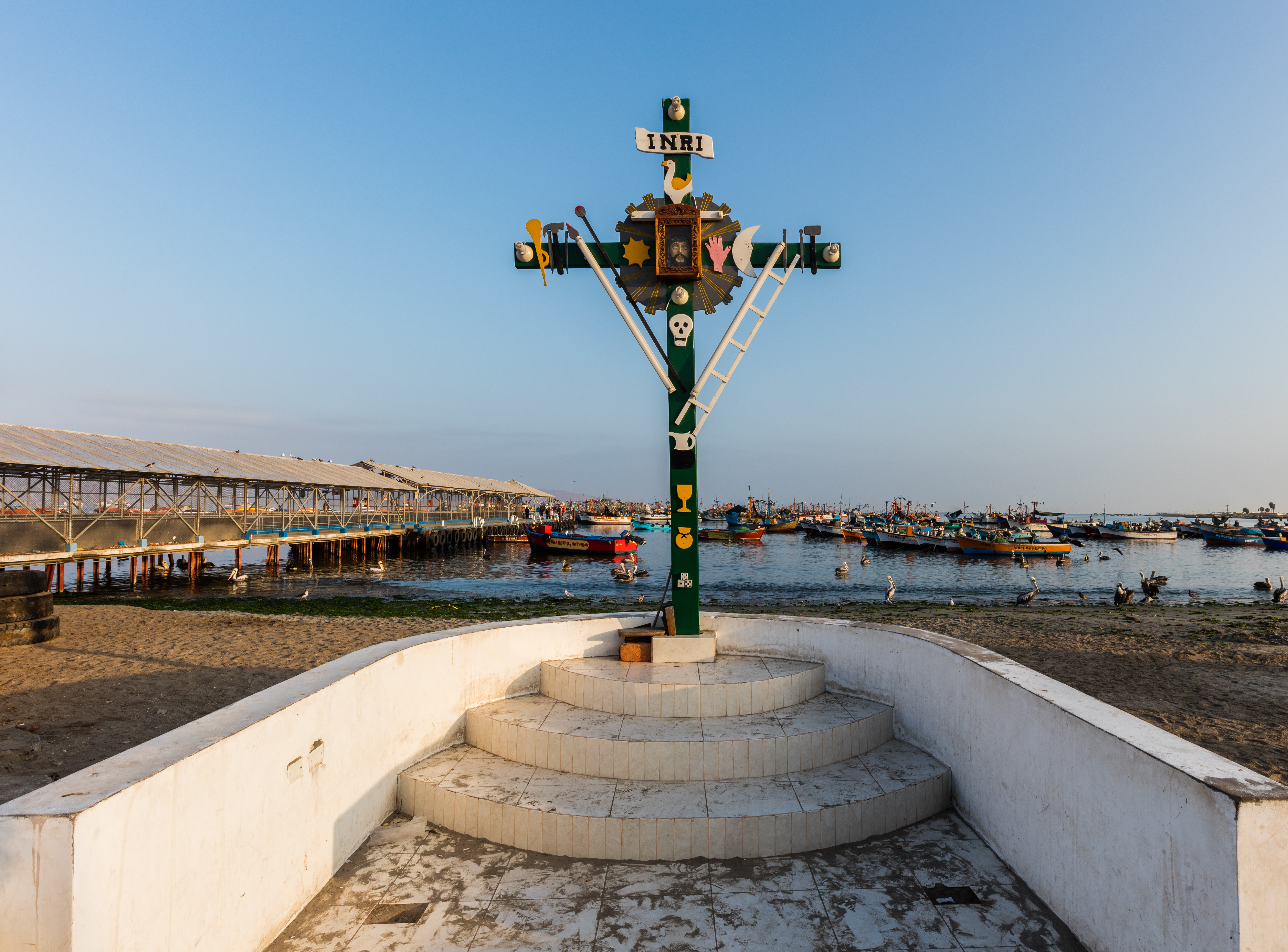
Cruz en el puerto.